# 蒙塔尼奥勒
蒙塔尼奥勒（法語：Montagnole，法語發音：[mɔ̃taɲɔl]）是法国萨瓦省的一个市镇，属于尚贝里区。

## 地理
蒙塔尼奥勒（45°32'17"N, 5°54'31"E）面积11.3 平方千米，位于法国奥弗涅-罗讷-阿尔卑斯大区萨瓦省，该省份为法国东部省份，历史上为薩伏依的一部分，北起上萨瓦省，西接伊泽尔省和安省，南部和东部与上阿尔卑斯省和意大利接壤。
与蒙塔尼奥勒接壤的市镇（或旧市镇、城区）包括：阿普勒蒙、巴尔伯拉、雅各布-贝勒孔贝特、圣巴尔多夫、圣卡森。
蒙塔尼奥勒的时区为UTC+01:00、UTC+02:00（夏令时）。

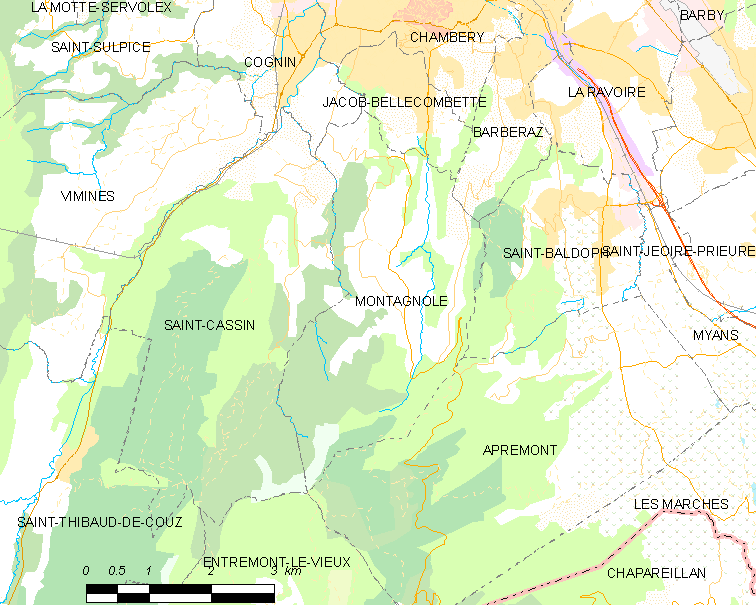
蒙塔尼奥勒的OSM定位图

## 行政
蒙塔尼奥勒的邮政编码为73000，INSEE市镇编码为73160。

## 政治
蒙塔尼奥勒所属的省级选区为勒蓬德博瓦桑县。

## 人口

1962-2008年间蒙塔尼奥勒人口变化图示

蒙塔尼奥勒于2022年1月1日时的人口数量为1000人。